# Замок Кіркістоун
Замок Кіркістоун (англ. Kirkistown Castle) — один із замків Ірландії, розташований в графстві Даун, Північна Ірландія. Замок стоїть недалеко від селища Клогі. Нині замок є пам'яткою історії та архітектури і охороняється законом.

## Історія замку Кіркістоун
Замок Кіркістоун є триповерховим укріпленим будинком з вежею. Замок побудований у 1622 році. Замок збудував аристократ Рональд Саваж — феодал норманського походження. На цьому місці, де був побудований замок Кіркістоун до того стояла більш давня оборонна споруда — кругла вежа ІХ століття. Замок був населений до 1731 року, потім замок Кіркістоун був закинутий. Замок Кіркістоун є типовим замок, який будували шотландські колоністи під час колонізації Ірландії в XVII столітті в стилі середньовічних башт-будинків з нашаруванням норманського стилю та стилю шотландських баронів. Колись стіни мали ще додаткові круглі вежі по кутах. Вежа і замок в цілому були реконструйовані в готичному стилі у 1800 році. Замок перебудував полковник Джонстон. У 1836 році була здійснена ще одна реконструкція майстром Монтгомері з абатства Грей. Довгий час замок стояв пусткою і поступово руйнувався. Знову відреставрований і був відкритий для публіки замок був у 2001 році.